# Niederembt
Niederembt ist ein Ortsteil der Stadt Elsdorf im Rheinland. Elsdorf ist eine Stadt im Rhein-Erft-Kreis, Nordrhein-Westfalen. 

## Lage
Niederembt grenzt im Osten an Bergheim-Glesch, im Süden an Esch, im Westen an Oberembt und im Norden an den Finkel-Bach.
Niederembt gehört zur Stadt Elsdorf. Sie wurde zunächst als Gemeinde im Jahr 1975 im Zuge der Gebietsreform im Land Nordrhein-Westfalen gebildet und als Rechtsnachfolgerin der bis dahin selbständigen Gemeinden Angelsdorf, Elsdorf, Esch, Heppendorf, Niederembt und Oberembt.

## Geschichte
Die Wurzeln von Niederembt reichen weit zurück in die Jungsteinzeit bis etwa vor 5000 Jahren. Auch die Römer und danach die Franken haben hier viele Spuren hinterlassen. In den 1980er-Jahren wurden im Frankeshoven (gehört zu Niederembt) 30 Gräber von damals entdeckt. 
Der Patron der Niederembter Kirche ist der Heilige Martin. Bereits um 960 war die Kölner Abtei St. Pantaleon im Besitz von zahlreichen Gütern in Embe. Erstmals erwähnt wurde der Name Niederembt im Jahre 1081. 
Seit dem Mittelalter gehörte Niederembt zum Amt Bergheim im Herzogtum Jülich. 1794 besetzten französische Truppen den Ort und Niederembt kam an die Mairie Esch im Kanton Bergheim im Arrondissement de Cologne im Département de la Roer. 1815 kam Niederembt an das Königreich Preußen und 1816 an die Bürgermeisterei Esch im Kreis Bergheim (Erft). Seit dem 1. Januar 1975 ist Niederembt ein Teil von Elsdorf.

### Religion

St. Martinus in Niederembt mit alter Turmspitze (um 1900)

Die Katholische Pfarrkirche St. Martinus wurde 1681 erstmals erwähnt. Die heutige Pfarrkirche wurde auf den Vorgängerbauten im 15. Jahrhundert errichtet. Sie ist die drittgrößte Kirche im Rhein-Erft-Kreis.

### Bürgewald
Niederembt gehört zu den so genannten Bürgewaldgemeinden, die Rechte am Bürgewald besaßen. Dies ist der Legende nach dem heiligen Arnold von Arnoldsweiler zu verdanken, durch den legendären „Ritt um den Bürgewald.“ Hauptort der Bürgewaldgemeinden ist Arnoldsweiler. Dorthin mussten die Niederembter am Pfingstdienstag, später am Pfingstmontag, dem heiligen Arnold eine Kerze opfern. Dieser Wachszins wurde erst im 19. Jahrhundert aufgelöst.

### Öffentlicher Verkehr
Bereits im Jahre 1863 verkehrten in Niederembt täglich sogenannte Omnibus-Fahrten privater Fuhrunternehmer zwischen Kirchherten und Horrem, wo Anschluss an die 1841 eröffnete Eisenbahnstrecke nach Köln bestand. 1898 nahm das „Amelner Johännchen“ auf der Bahnstrecke Bedburg–Ameln den Betrieb auf. Der Personenverkehr dieser Linie wurde am 17. März 1953 eingestellt, da sie nicht mehr rentabel war, der Güterverkehr endete am 1. November 1966. Durch diese Eisenbahn war Niederembt an die Zuckerfabriken in Ameln und Bedburg und der dortigen Wollfabriken und Linoleumbetriebe angeschlossen.

## Sehenswürdigkeiten

### St.-Martinus-Kirche

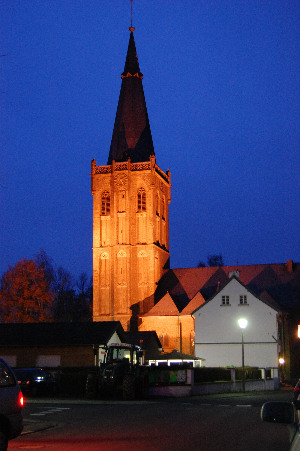
St. Martinus in Niederembt bei Nacht 30. November 2007

Die Pfarrkirche in Niederembt (Emba inferior) gehörte 1081 der Kölner Abtei St. Pantaleon, der sie 1246 inkorporiert wurde; auch um 1300 ist sie als Pfarre bezeugt. 
Das Präsentationsrecht wurde der Abtei noch 1721 bestätigt. 
Auf spätgotische Bauarbeiten beziehen sich wohl die inschriftlich auf versetzten Steinen an der Nordseite überlieferten Daten 1417 und 1446 (oder 1496). Das spätgotische Langhaus, das nur ein nördliches Seitenschiff hatte, wurde 1893 nach Plänen des Kölner Architekten Theodor Ross um ein entsprechendes Südschiff und einen größeren Chor erweitert.

### Weißes Haus
Nach den Angaben von Peter Daniels (1951), soll die Jülicher Bauordnung von 1554 keine Neubauten mit „Überkragung der Stockwerke“ gestattet haben. 
Man darf es also annehmen, dass das Weiße Haus in Niederembt in seiner jetzigen Gestalt vor dieser Zeit entstanden ist. 
Auch das gegenüberliegende Gebäude stammt aus derselben Zeit. Bis 1950 gehörte das Weiße Haus der Kirche, die es bis zu diesem Zeitpunkt auch verwaltete. Infolge finanzieller Nöte hat die Kirche das Gebäude dann an die Gemeinde Elsdorf verkauft. 
Viele Schäden hat das Weiße Haus durch die Kriege erlitten. Damit das Gebäude vor dem Zerfallen geschützt wird, hat die Gemeinde Elsdorf eine umfangreiche Wiederherstellungsmaßnahme durchgeführt. Dabei wurde darauf geachtet, dass die Konstruktion und die Gestaltung dem Charakter des alten Baudenkmals entspricht. 
Heute ist das Weiße Haus das interessanteste Fachwerkhaus des Ortes und steht unter Denkmalschutz.

### Windmühle

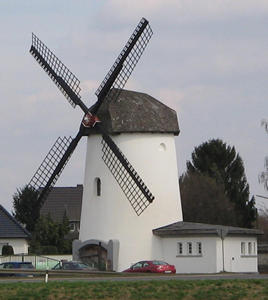
Windmühle zwischen Niederembt und Esch

Wer von Jülich kommend über die B55 in den Rhein-Erft-Kreis fährt, der sieht schon von weitem die Niederembter Mühle. 
Sie befindet sich auf der Mühlenstraße etwas außerhalb von Niederembt in Richtung Esch. Vier schwarze Flügel streckt die weiß verputzte Windmühle in den Himmel. Erbaut wurde sie 1799 von Peter Matthias Geuenich. Rund 150 Jahre lang tat sie ihren Dienst und verarbeitete Getreide zu Mehl. Nachdem die Mühle 1909 (1908?) nach einem Blitzschlag abgebrannt war, wurde sie im Folgenden als Dampfmühle betrieben. Im Zweiten Weltkrieg wurde sie 1944 von einer Bombe getroffen. Später wurde sie als „moderne Mühle“ elektrisch betrieben. Die Mühle war bis nach dem Zweiten Weltkrieg in Betrieb. Im Jahre 2004 wurde sie restauriert.

### Wegekreuze

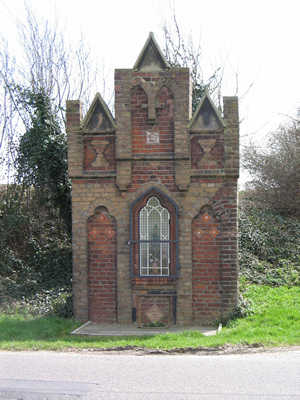
Kreuz westlich von Niederembt

1. Ecke Hochstraße Kirchstraße, H. etwa 3 m. Kreuzaufsatz mit Gesims erneuert, Sockel und Nische von Andesit. 1790. Frakturinschrift: „Der Verwittib Renierus Hortz und seine gestorbene Ehefrau Anna Maria Margaretha Fürst E.h.undDessen Kinder J.P.undL.P. und Anna Sibila P. und Margaretha R. und für die verstorbene ein Ave Maria. (Rs.): Reinerus Hortz von Niederemb ist der Fundatuerder 6 zuJederStattion An(n)o 1790.o Mensch, Behertzige wohl, daß die Liebe gegen dich also Harth gecreutziget mich.“
2. Kirchstraße, am Südausgang, Sandstein, überstrichen. H. etwa 3 m. E. 18. Jh. Sockel mit Kartusche, Inschrift verwittert, über Segensnische Relief des hl. Sebastian, kleines Kreuz mit Reliefkruzifix und Maria in Halbfigur.
3. Straße nach Oberembt an der Abzweigung zum Abtshof, Sandstein. H. etwa 2,50 m. 18. Jh. über Sockel mit Nische Relief der Muttergottes in Muschelnische.
4. Hohes neugotisches Flurkreuz am Ostausgang, Stiftung Familie Porlz 1884, bez. Frank & Musehen, -Cöln.

## Wirtschaft und Infrastruktur

### Einrichtungen
- Freiwillige Feuerwehr
- Katholischer Kindergarten „St. Martinus“
- Katholische Öffentliche Bücherei für den Pfarrverband Elsdorf
- Alten- und Pflegeheim St. Martinus

Seit 2005 verfügt Niederembt über eine Rettungswache, die durch das hauptamtliche Personal der Feuer- & Rettungswache Bergheim 24 Stunden besetzt wird. Das Einsatzgebiet umfasst das Stadtgebiet Bedburg sowie die überwiegenden Teile der Stadt Elsdorf.

### Verkehr
Niederembt liegt im Verbundgebiet des VRS. Die Buslinien 937, 950 und 988 der Rhein-Erft-Verkehrsgesellschaft verbinden den Ort mit Elsdorf, Bergheim und Bedburg. Zusätzlich verkehren einzelne Fahrten der AVV-Linie 283 des Rurtalbus nach Elsdorf und Rödingen.
| Linie | Betreiber | Verlauf |
| ----- | --------- | --- |
| 283   | Rurtalbus | Rödingen – Bettenhoven – Oberembt – Niederembt – Esch – Elsdorf |
| 937   | REVG      | Schülerverkehr: Oberembt – Frankeshoven – Niederembt – Tollhausen – Esch – Angelsdorf – (Neu-Etzweiler –) Elsdorf – Zieverich – Bergheim |
| 950   | REVG      | Weiden Zentrum (Stadtb.) – Königsdorf Bf – Quadrath-Ichendorf Bf – Kenten – Bergheim Bf – Zieverich – Thorr – Grouven – Berrendorf – Giesendorf – Elsdorf – Angelsdorf – Esch – Niederembt – Frankeshoven – Oberembt – Bettenhoven – Rödingen |
| 988   | REVG      | (Stammeln – Heppendorf – Widdendorf – Grouven – Berrendorf-Wüllenrath – Giesendorf –) Elsdorf – Angelsdorf – Esch – Tollhausen – Oberembt – Frankeshoven – Niederembt – Bedburg Schulzentrum / (Kirdorf – Blerichen – Bedburg Bf)             |

## Persönlichkeiten
- Adam Romboy (1893–1972), Gewerkschafter und Widerstandskämpfer gegen das NS-Regime